# Werther Brunnen

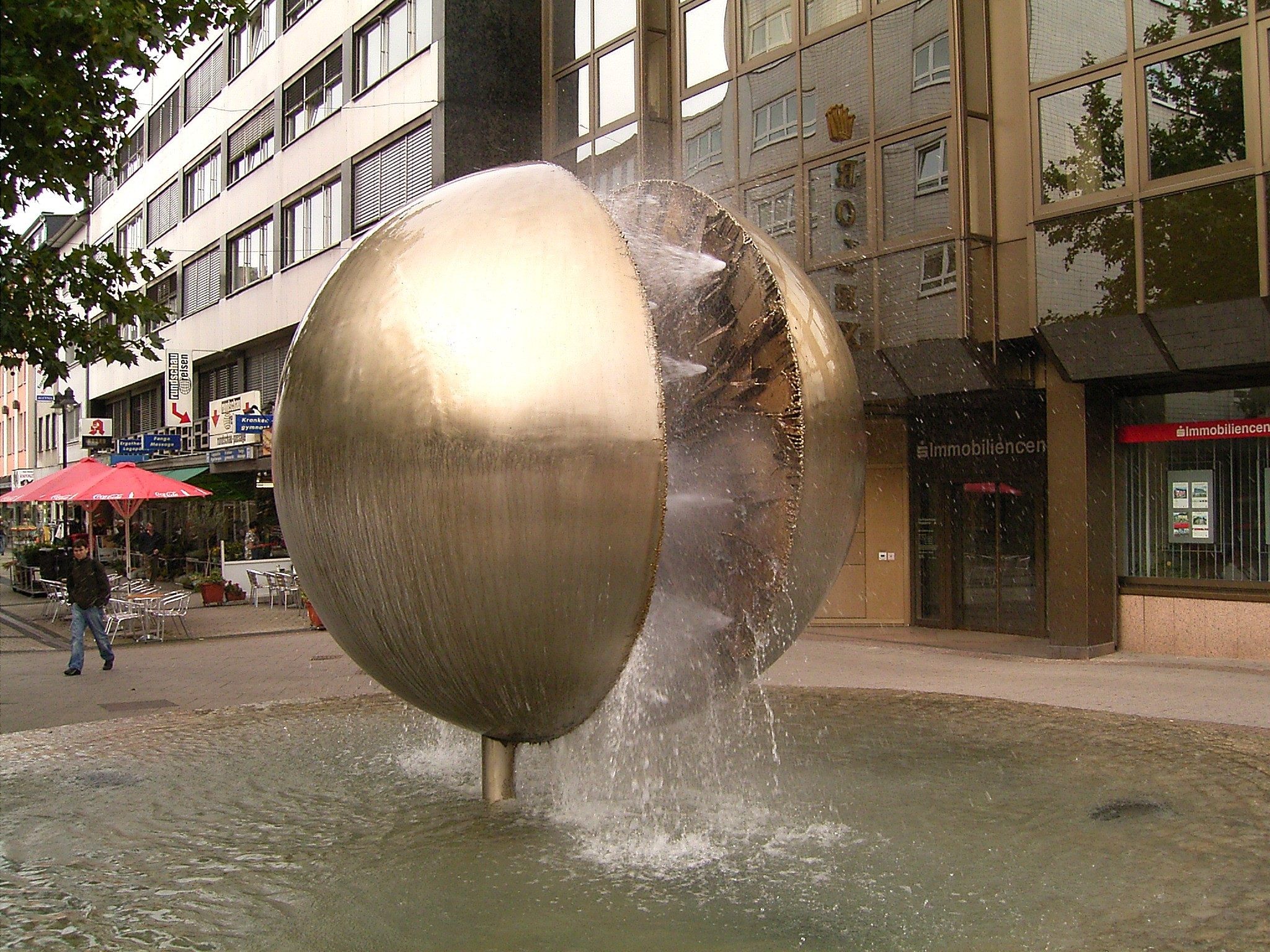
Der Werther Brunnen in Wuppertal, 2017

Der Werther Brunnen ist ein Brunnen im Wuppertaler Stadtteil Barmen in der Nähe der Werther Brücke und am Ostende der Fußgängerzone Werth. Im Rahmen des Astropfads Wuppertal repräsentiert er die Sonne.

## Lage
Der Brunnen liegt am Ostende der Fußgängerzone Werth zwischen der Schwebebahnstation Werther Brücke, Werther Brücke und dem Sparkassen-Immobiliencenter in Werth/Höhne im Wuppertaler Stadtteil Barmen.

## Architektur
Der Brunnen setzt sich aus zwei gegenüberstehenden Halbkugeln aus Edelstahl im Abstand von 62 Zentimeter zusammen, die auf einer niedrigen Stütze stehen. Zusammen haben diese einen Durchmesser von ca. drei Meter. Das Wasser wird durch 26 Düsen in der Innenfläche der beiden Halbkugeln auf die gegenüberliegende Unterseite gesprüht. Kommt das Wasser an der gegenüberliegenden Seite an, zerstäubt es zu feinem Wasserschaum (Gischt) Pro Stunde werden ca. 75.000 Liter Wasser zwischen den beiden Halbkugeln versprüht. Die ganze Konstruktion steht in einer gepflasterten Mulde. Der Brunnen befindet sich unter einem unterirdischen Tank von fünf Kubikmetern Fassungsvermögen.

## Geschichte

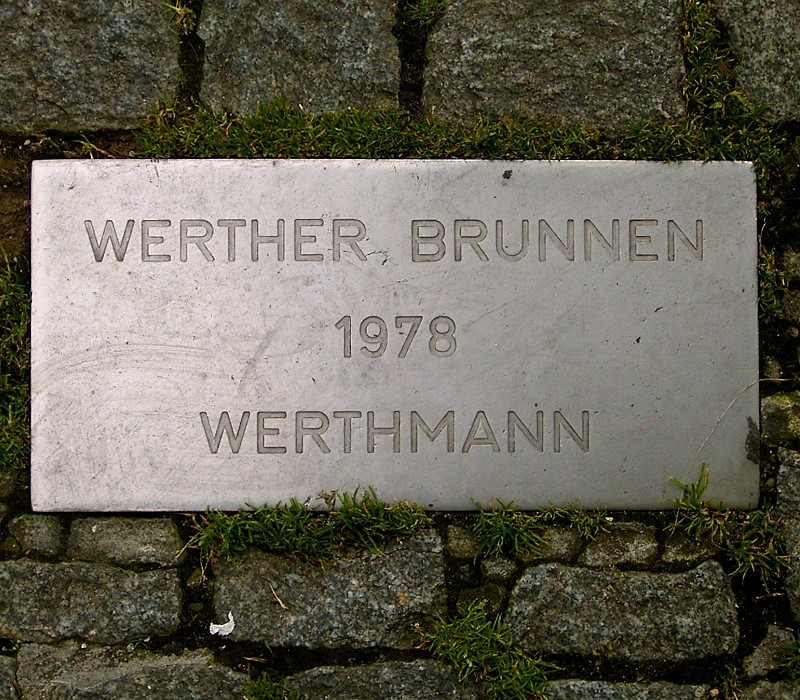
Schild

Am 30. September 1978 wurde der Brunnen von Oberbürgermeister Gottfried Gurland offiziell eingeweiht. Der Brunnen war der Sieger in einem Wettbewerb zwischen elf Künstlern und wurde von der Kunstkommission der Stadt Wuppertal ausgewählt. Konzipiert und gebaut wurde er von dem Düsseldorfer Bildhauer Friederich Werthmann (1927–2018).
Als 1988 der Astropfad Wuppertal eingerichtet wurde, diente der Brunnen als Sonne und damit Zentrum für die Planeten im Sonnensystem (Maßstab 1:552 Millionen). Seit dem 7. August 2014 wird der Brunnen ebenfalls durch die Immobilien-Standort-Gemeinschaft (ISG) Barmen-Werth abends beleuchtet. An dem Werther Brunnen wurde die Neueröffnung der Schwebebahnstation Werther Brücke im August 2013 gefeiert.
Im November 2015 hatte die ISG Barmen-Werth den Brunnen, der im Winter nicht in Betrieb ist, in eine Weihnachtskugel verwandelt. Über seinen Werkbetreuer Hartmut Witte ließ Werthmann seine Verärgerung darüber mitteilen.

## Galerie

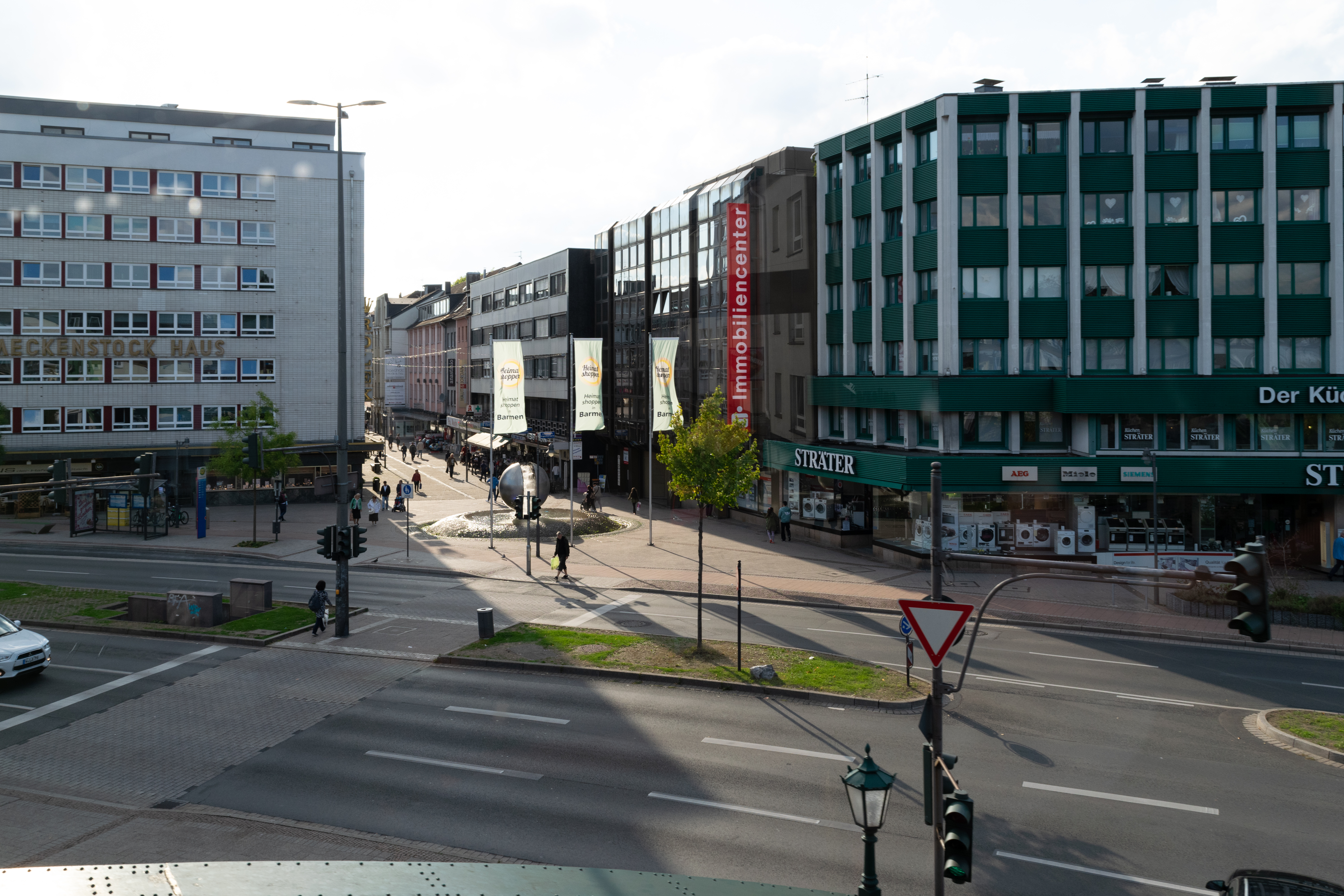
Der Werther Brunnen aus der Sicht der Schwebebahn
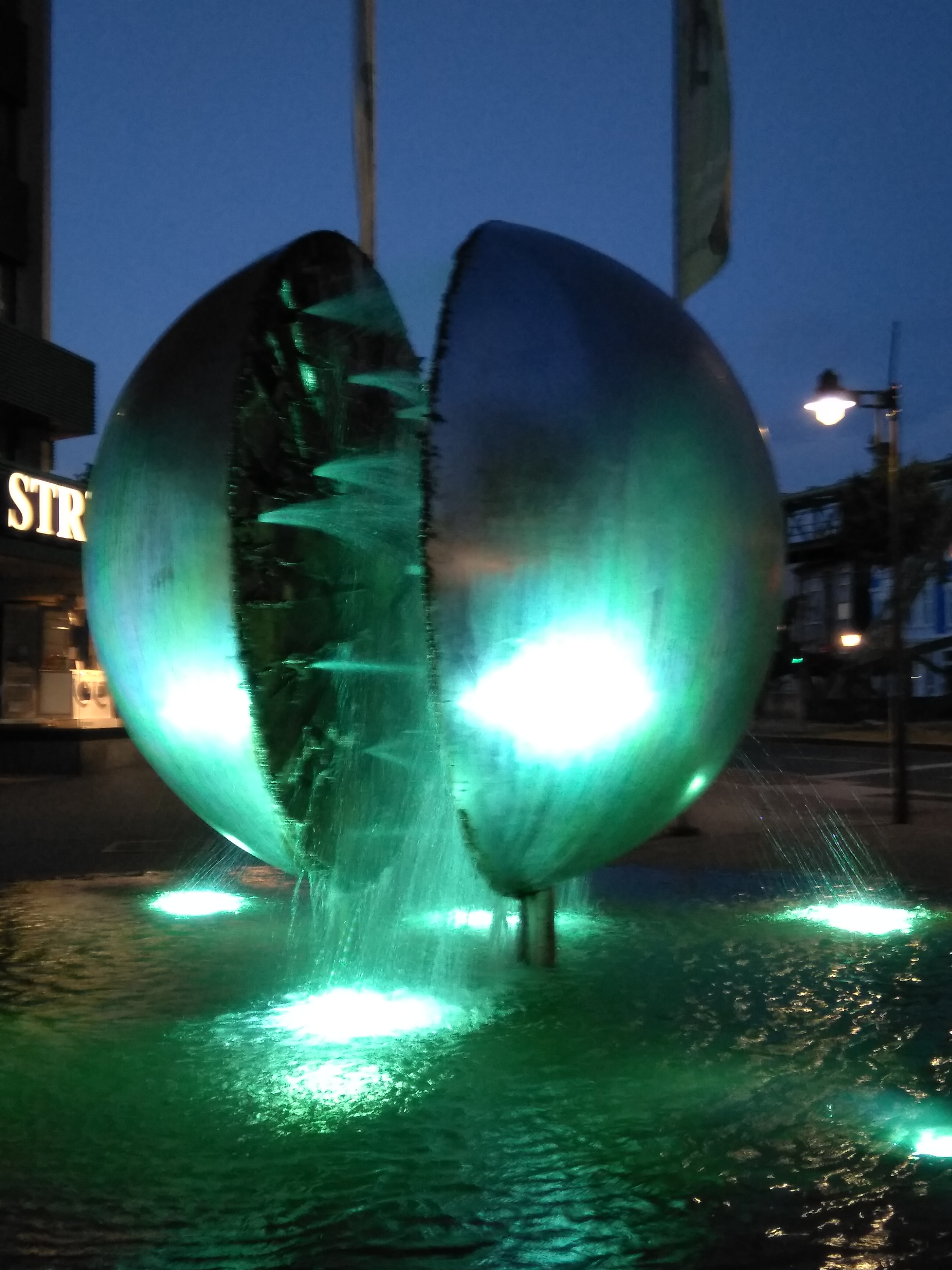
Werther Brunnen bei Abendbeleuchtung
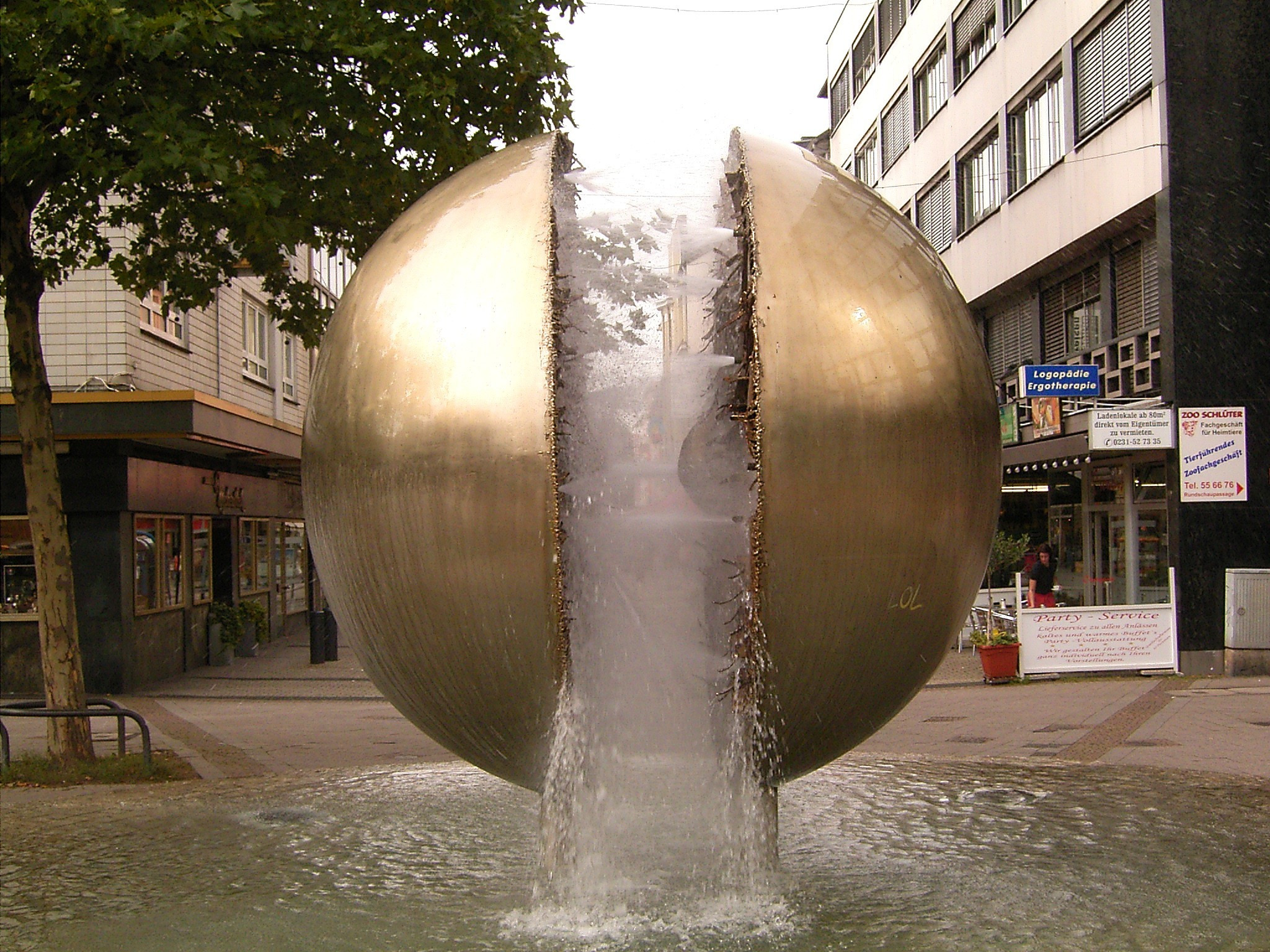
Sicht auf die Wasserfontäne
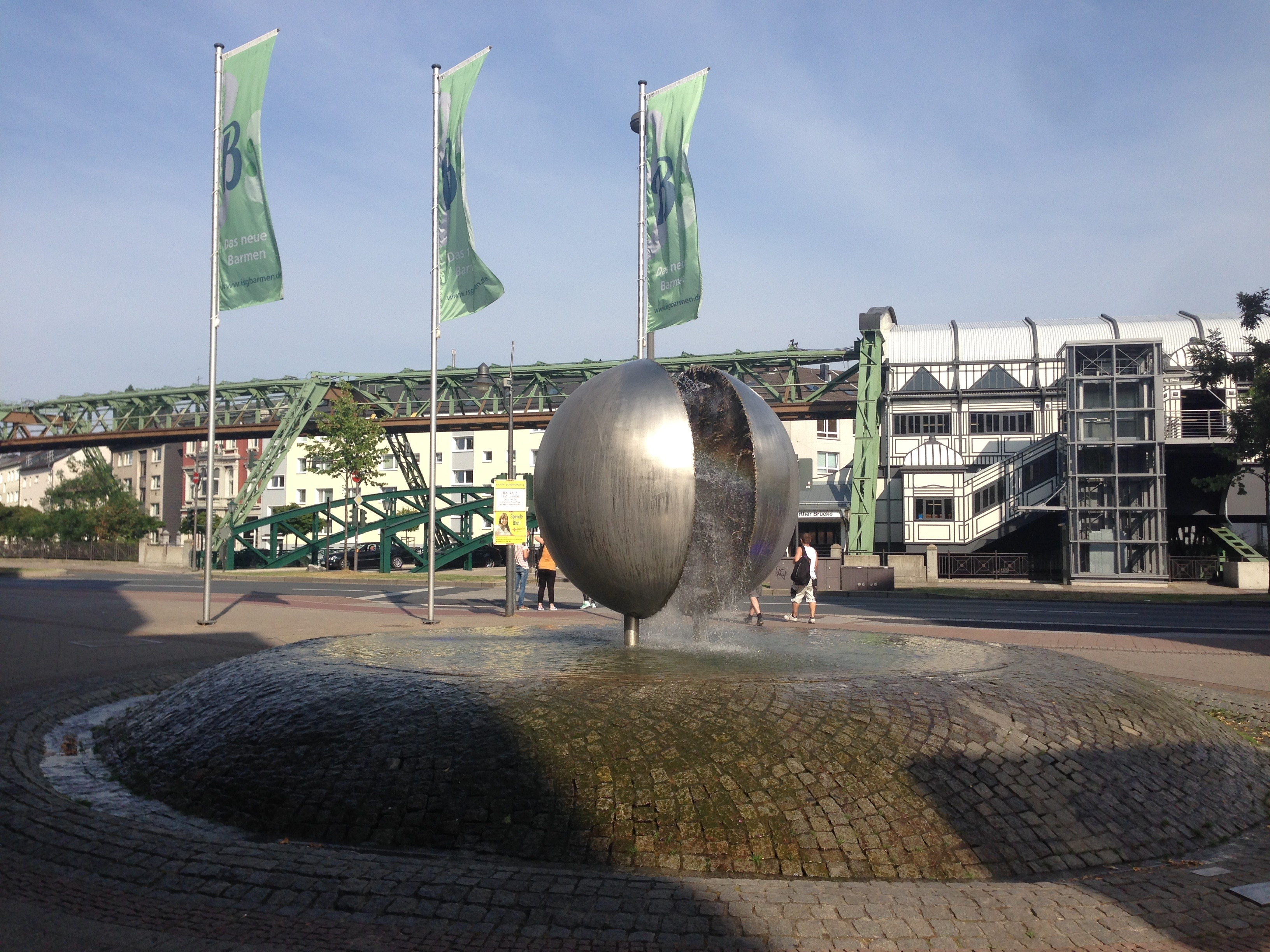
Sicht auf den Werther Brunnen mit Aussicht zur Schwebebahnstation Werther Brücke